# The Bridge (album)
Pour les articles homonymes, voir The Bridge (homonymie).
Albums de Sonny Rollins
Sonny Rollins and the Contemporary Leaders
(1959) What's New?
(1962)
The Bridge est un album du saxophoniste ténor Sonny Rollins sorti en 1962 pour le label RCA Victor. C'est le premier album enregistré depuis la pause musicale qu'il s'est imposée en 1959. Rollins réalise son premier enregistrement pour RCA Victor et forme avec cet album un nouveau quartet. Il s'accompagne pour la première fois du guitariste Jim Hall, du contrebassiste Bob Cranshaw et des batteurs Ben Riley et Harry Saunders. L'album a été réédité à plusieurs reprises.

## Contexte

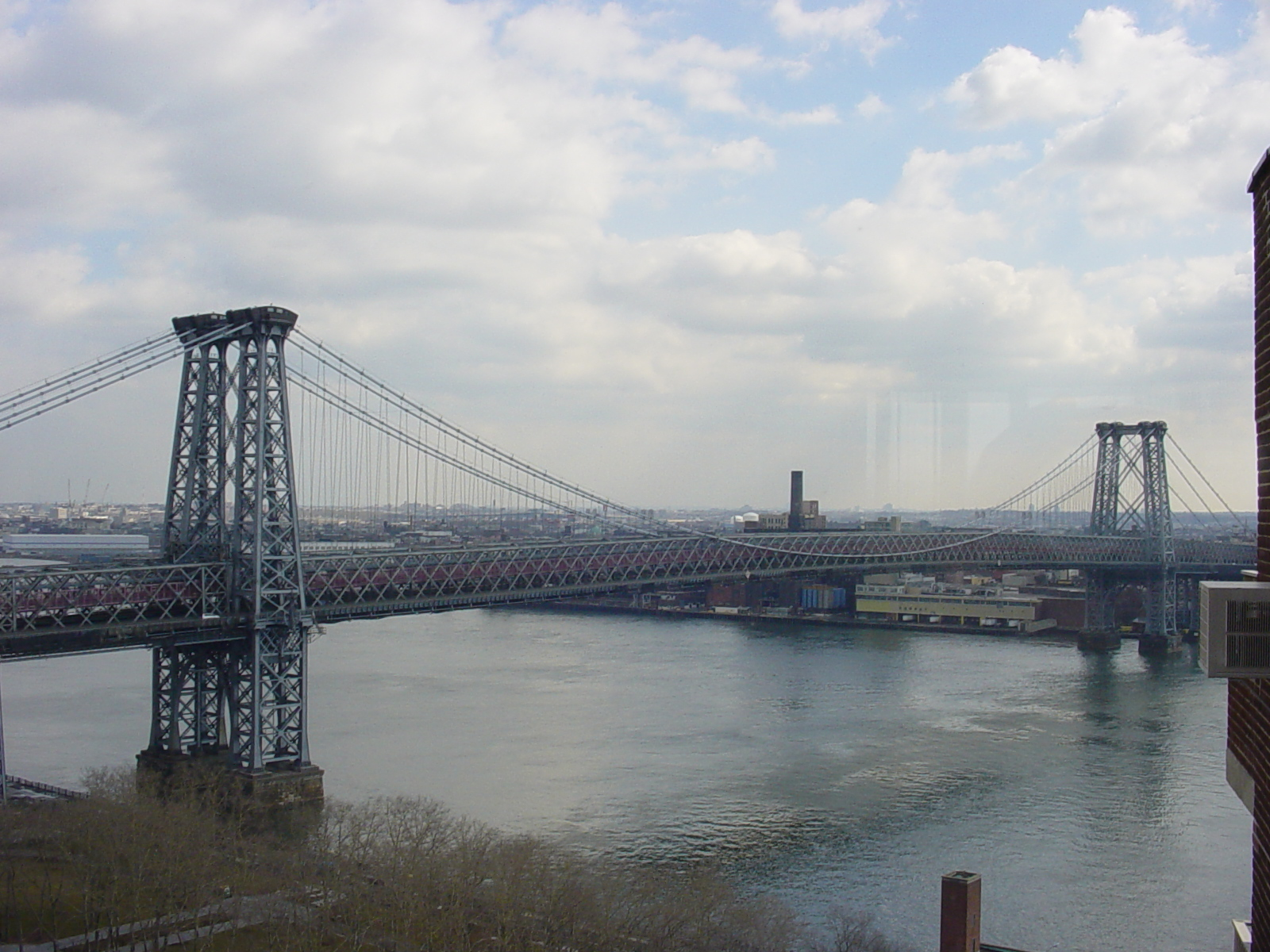
Le pont Williamsburg à New York, source d'inspiration de l'album.

À la fin des années 1950 la célébrité de Sonny Rollins ne cesse de croître, il décide cependant en 1959 d'interrompre ses représentations sur la scène musicale, ayant du mal à gérer cette rapide ascension. Rollins effectue une pause d'août 1959 à novembre 1961, à la fois pour une recherche musicale et spirituelle et se concentrer sur le perfectionnement de son art.
À cette époque il réside avec sa femme Lucille dans un appartement à Grand Street dans le quartier Lower East Side de Manhattan à New York. Il commence à s'entraîner chez lui mais rapidement se sent gêné de perturber ses voisins avec son instrument. Afin de ne pas les perturber lorsqu'il s'entraîne, il entreprend de jouer au saxophone non loin de chez lui sur le pont Williamsburg qui enjambe l'East River et qui relie Manhattan à Brooklyn. Il viendra s'entrainer à cet endroit de nombreuses heures et par toutes les saisons,.

## Titres
À son retour en 1962 pour un premier enregistrement avec RCA Victor, l'album est nommé The Bridge et intègre la composition éponyme de Sonny Rollins. Sur cet album Rollins revisite quatre standards comme Without a Song and God Bless the Child mais interprète aussi deux compositions personnelles dont John S., nommée en l'honneur de l'un de ses admirateurs, le critique de jazz John S. Wilson. Ces enregistrements font apparaitre l'absence de piano mais cette particularité caractérise plusieurs albums de Rollins enregistrés précédemment à la fin des années 1950, comme Way Out West sorti en 1957 ou Freedom Suite (1958). Il substitue  cependant pour la première fois le piano par la guitare.
Le contrebassiste Bob Cranshaw effectue ici son premier enregistrement avec Rollins tandis que Ben Riley ou Harry Saunders (uniquement sur la piste 5) accompagnent à la batterie.
Il faut noter la présence de Jim Hall, qui même discret, peut être reconnu comme l'un des plus grands guitaristes de jazz, capable de jouer avec Paul Desmond, comme avec Ornette Coleman.[non neutre]
| N°     | Titre                  | Compositeur                                | Durée |
| ------ | ---------------------- | ------------------------------------------ | ----- |
| Face 1 |                        |                                            |       |
| 1.     | Without a Song         | Edward Eliscu, Billy Rose, Vincent Youmans | 7:28  |
| 2.     | Where Are You?         | Harold Adamson, Jimmy McHugh               | 5:10  |
| 3.     | John S.                | Sonny Rollins                              | 7:45  |
| Face 2 |                        |                                            |       |
| 4.     | The Bridge             | Sonny Rollins                              | 5:58  |
| 5.     | God Bless the Child    | Billie Holiday, Arthur Herzog Jr.          | 7:29  |
| 6.     | You Do Something to Me | Cole Porter                                | 6:49  |

## Enregistrements
Les morceaux sont enregistrés au cours de plusieurs sessions au studio de RCA Victor à New York. Le 30 janvier 1962 pour le titre 1, le 13 février (titre 2, 3 et 6) puis le lendemain pour les titres 1 et 4.
| Musicien          | Instrument      | Titre  |  | Équipe technique           |                         |
| ----------------- | --------------- | ------ |  | -------------------------- | ----------------------- |
| Sonny Rollins     | saxophone ténor | 1 - 6  |  | George Avakian, Bob Prince | producteur, liner notes |
| Jim Hall          | guitare         | 1 - 6  |  | Ray Hall                   | ingénieur du son        |
| Bob Cranshaw      | contrebasse     | 1 - 6  |  | Chuck Stewart              | photographie            |
| Ben Riley         | batterie        | 1-4, 6 |  | Michel Baulot              | couverture              |
| Harry T. Saunders | batterie        | 5      |  | Vince Caro                 | ingénieur (remastering) |

## Distinctions
L'album reçoit le Grammy Hall of Fame Award en 2015.